# Вулиця Олександра Мишуги (Львів)
Ву́лиця Мишуги — вулиця в Сихівському районі Львова, місцевості Новий Львів, що є уявним продовження вулиці Героїв Крут. З вулицями Героїв Крут та Тернопільською утворюють перехрестя. Прилучаються вулиці Литовська, Запорізька, Тиверська та Херсонська.

## Назва
Від 1933 року — вулиця Поморська. Під час німецької окупації — вулиця Кляйнпоммерґассе (від 1943 року), а у липні 1944 року повернено передвоєнну назву. 1977 року перейменована на вулицю Великановича, на честь учасника Громадянської війни в Іспанії, бійця української роти інтербригад імені Тараса Шевченка, комуніста-інтернаціоналіста Юрія Великановича. Від 1993 року — вулиця Мишуги, названа на честь українського оперного співака Олександра Мишуги.

## Забудова
В архітектурному ансамблі вулиці Олександра Мишуги присутні одно- і двоповерховий польський конструктивізм 1930-х, три-чотири-п'ятиповерховий радянський конструктивізм 1960-х, дев'ятиповерхова 1970-х та нова забудова 1990-х років.

### Будинки
№ 1 — за радянських часів на першому поверсі дев'ятиповерхівки містився магазин «Продтовари».
№ 3 — в будинку від часів СРСР містилася Львівська міська бібліотека № 36, нині за цією адресою знаходиться бібліотека-філія № 36 ЦБС для дітей. 
№ 5 — від радянських часів на першому поверсі будинку міститься магазин «Продукти».
№ 13 — в будинку міститься офіс львівської філії ПАТ «Укрнафтохімпроект».
№ 13а — в будинку у 1995—1997 роках містився дошкільний навчальний заклад № 173. Від 1997 року приміщення колишнього дитячого садка займає початкова школа HBK «Школа-садок „Софія“». У 2009 році на базі початкової школи було відкрито дві дошкільні групи. Нині в цьому приміщенні також навчаються учні початкових класів цього НВК, а учні середніх та старших класів — навчаються в приміщенні HBK «Школа-садок „Софія“», що на вул. Героїв Крут, 27.
№ 36 — вілла споруджена у 1937—1938 роках за проєктом архітектора Тадеуша Пісевича.
№ 40 — церква Введення в храм Пресвятої Богородиці, збудована у 2006—2014 роках на розі з вулицею Запорізькою. Підпорядкована ПЦУ.
№ 45 — двоповерховий особняк із підвалом та додатковою кімнатою на горищі, збудований у 1934—1935 роках за індивідуальним проєктом, який розробив для себе інженер-архітектор Тадеуш Теодорович-Тодоровський, на той час — старший асистент Львівської політехніки. Будинок внесений до реєстру пам'яток архітектури місцевого значення під охоронним № № 2717-м. У 2021 році в межах програми «100 років модернізму у Львові» Бюро спадщини ознакувало будинок інформаційною табличкою.
№ 58 — у липні 1946 року Львівський міськвиконком надав цей будинок в користування  ректору Львівського державного університету імені І. Франка Івану Бєлякевичу. Він отримав двоповерховий будинок загальною площею 160 м², що складався з семи кімнат та присадибної ділянки. Через цей щирий «подарунок» Львівський університет змушений був відмовитися на користь помешкання І. Бєлякевича від десяти інших приватних будинків, наданих міською владою для професорсько-викладацького складу вишу.

Світлини вуличної забудови
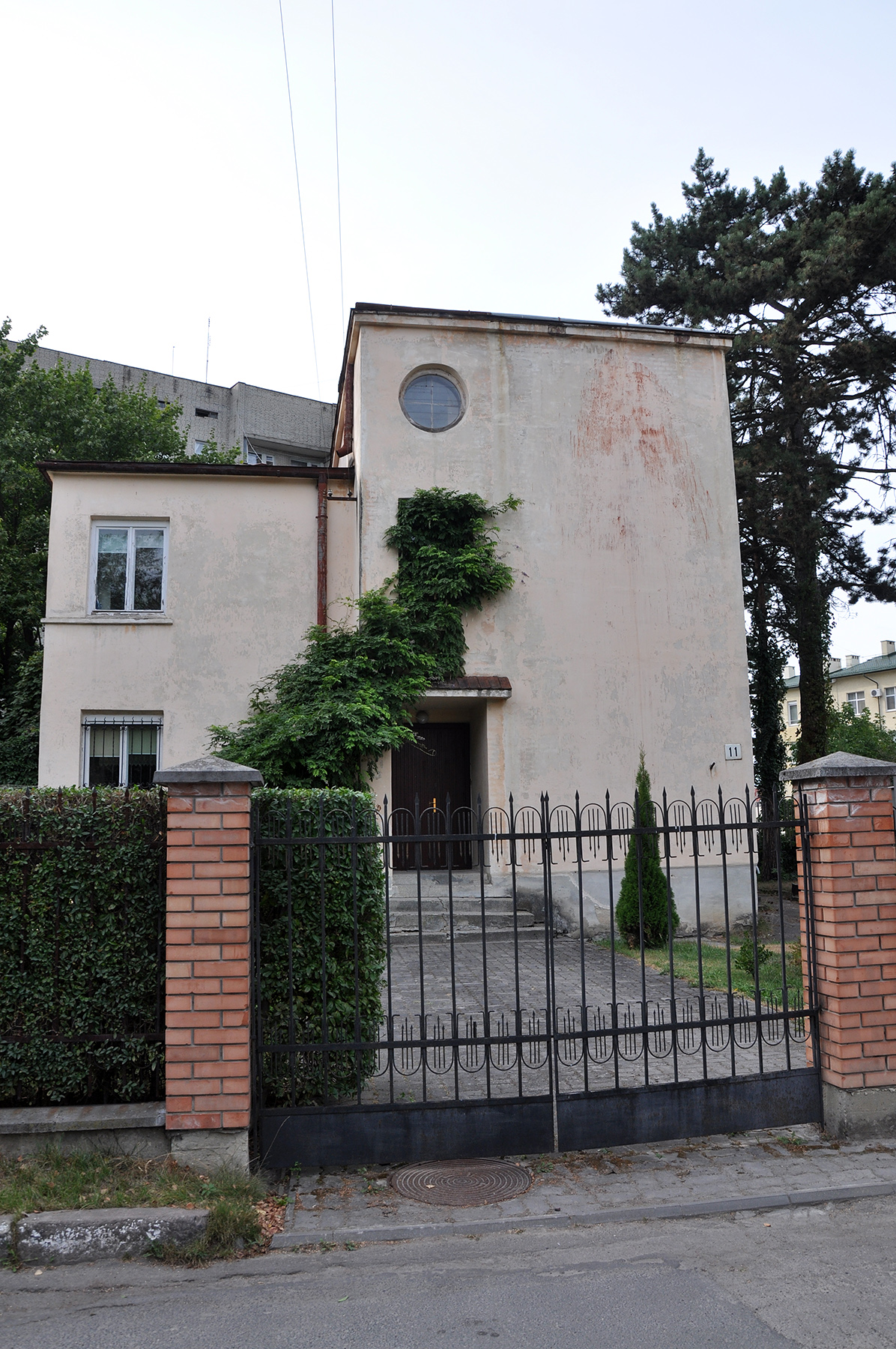
Будинок № 11
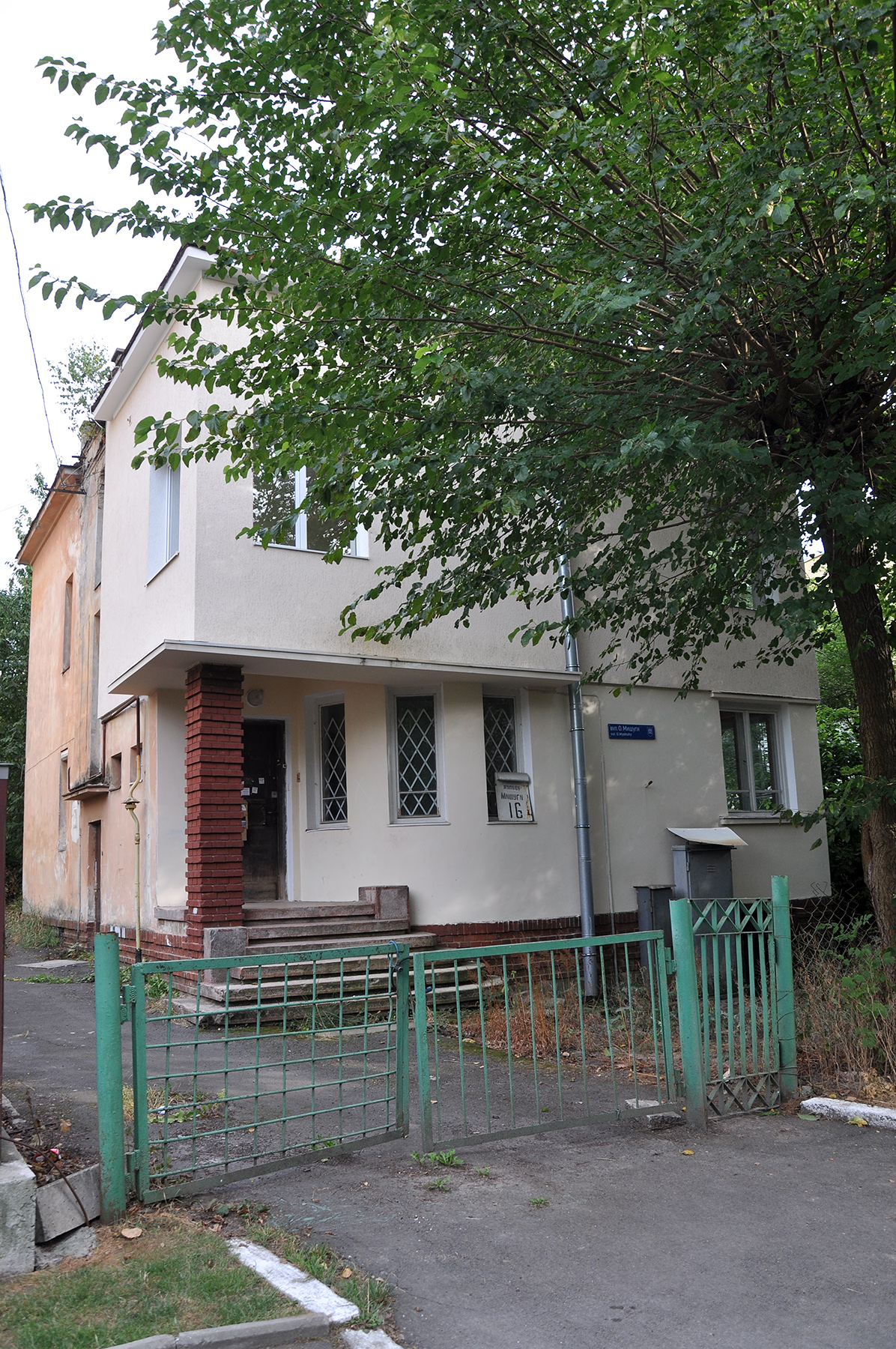
Будинок № 16
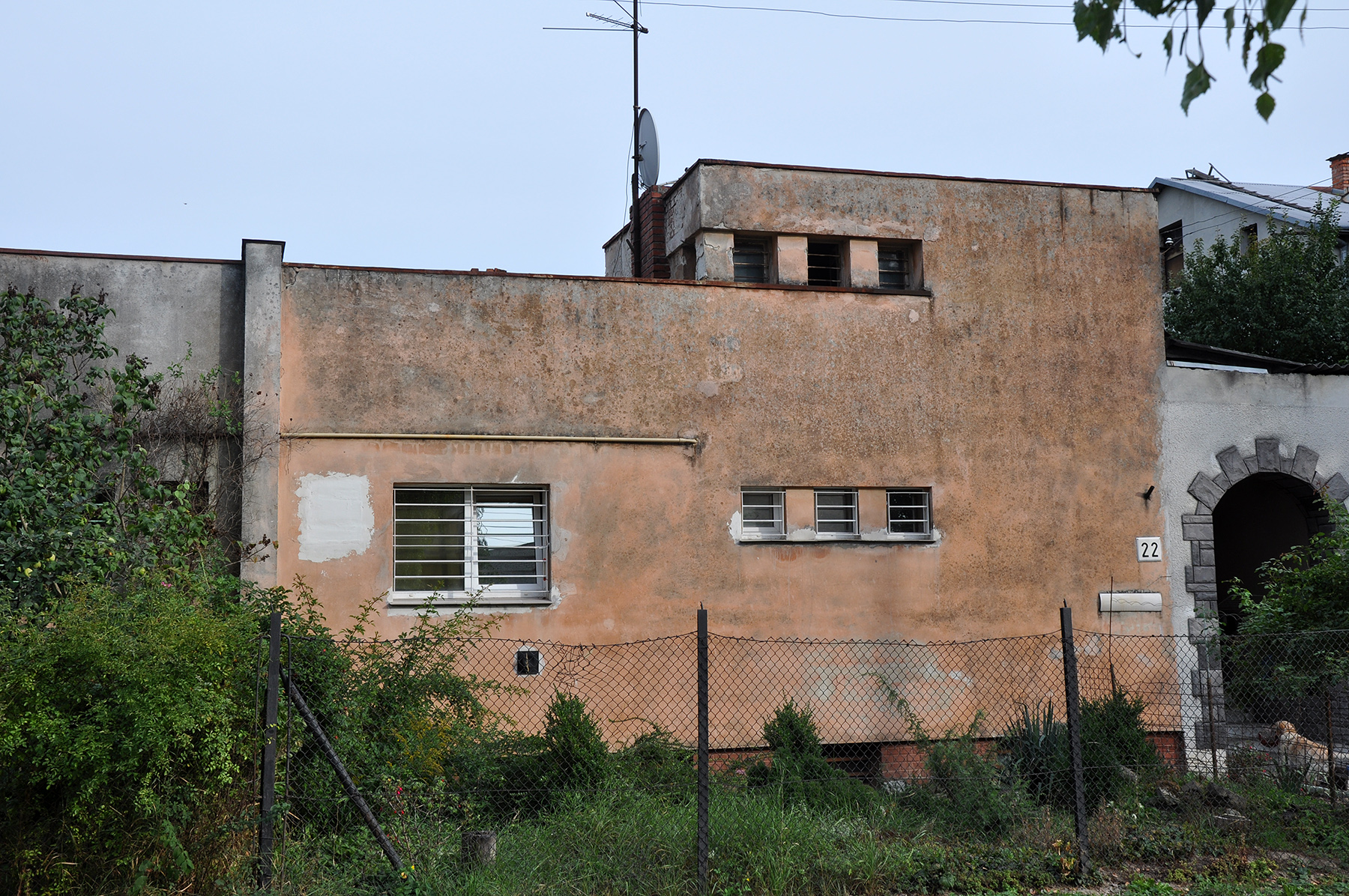
Будинок № 22
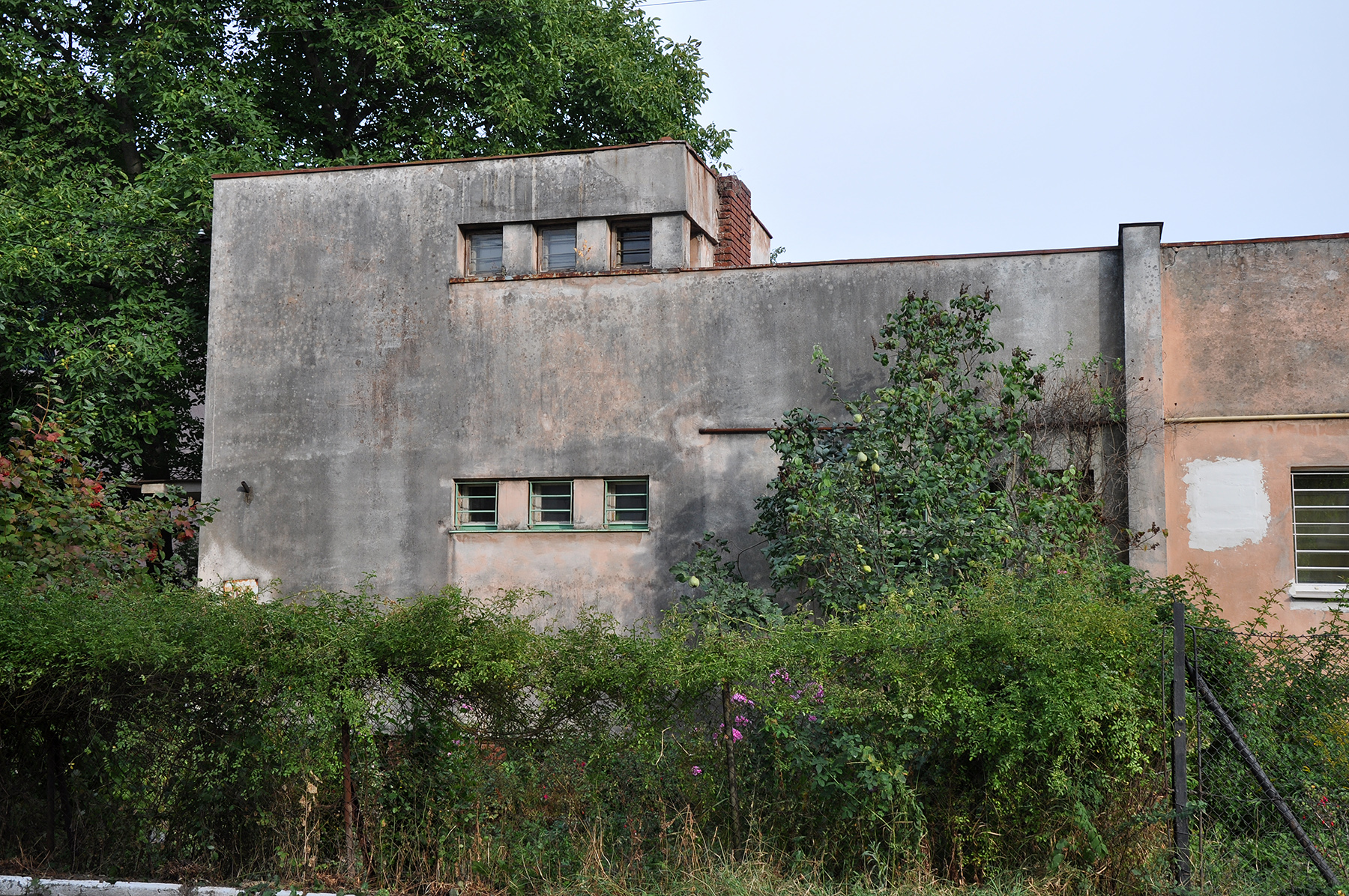
Будинок № 24
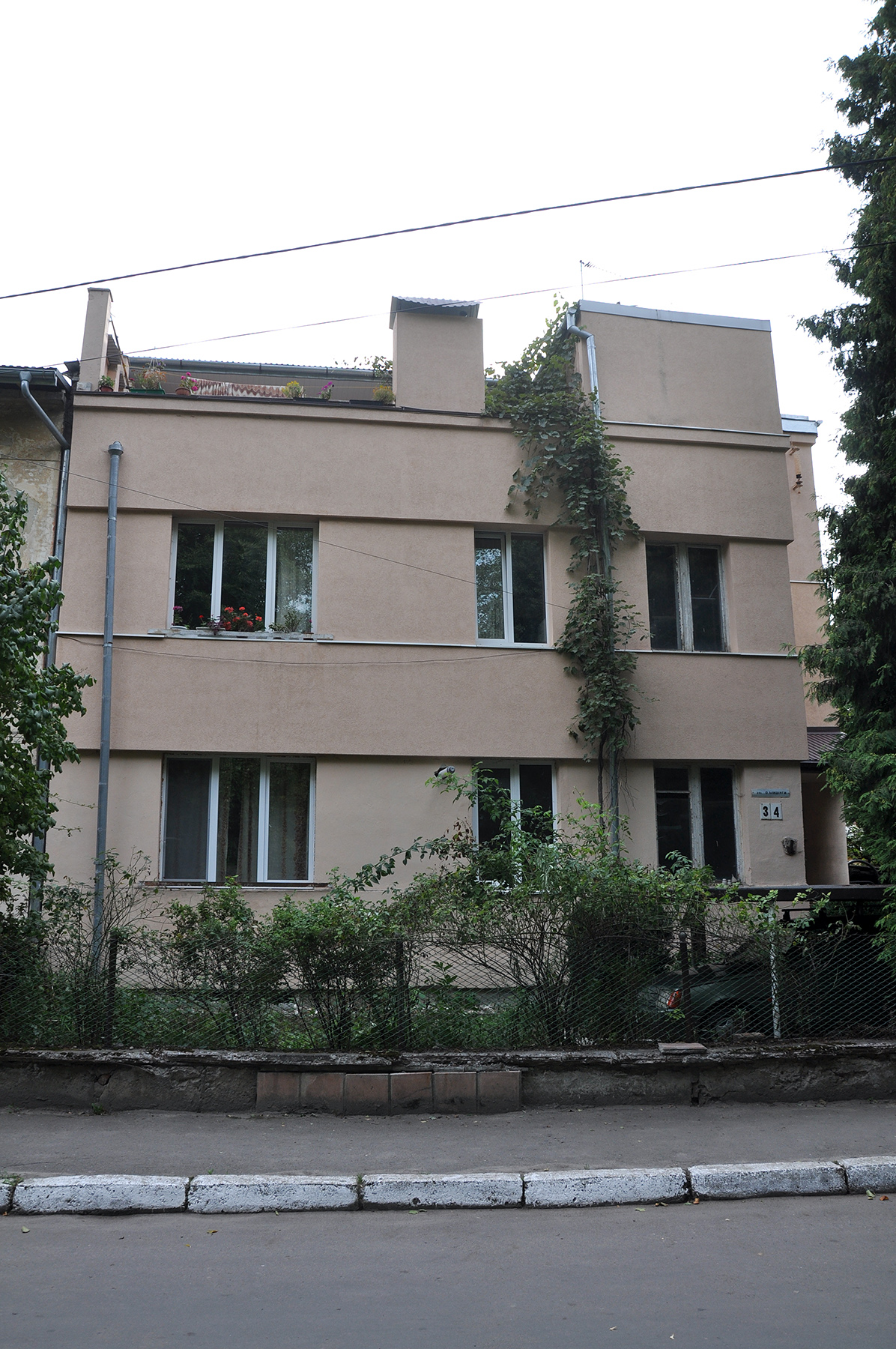
Будинок № 34
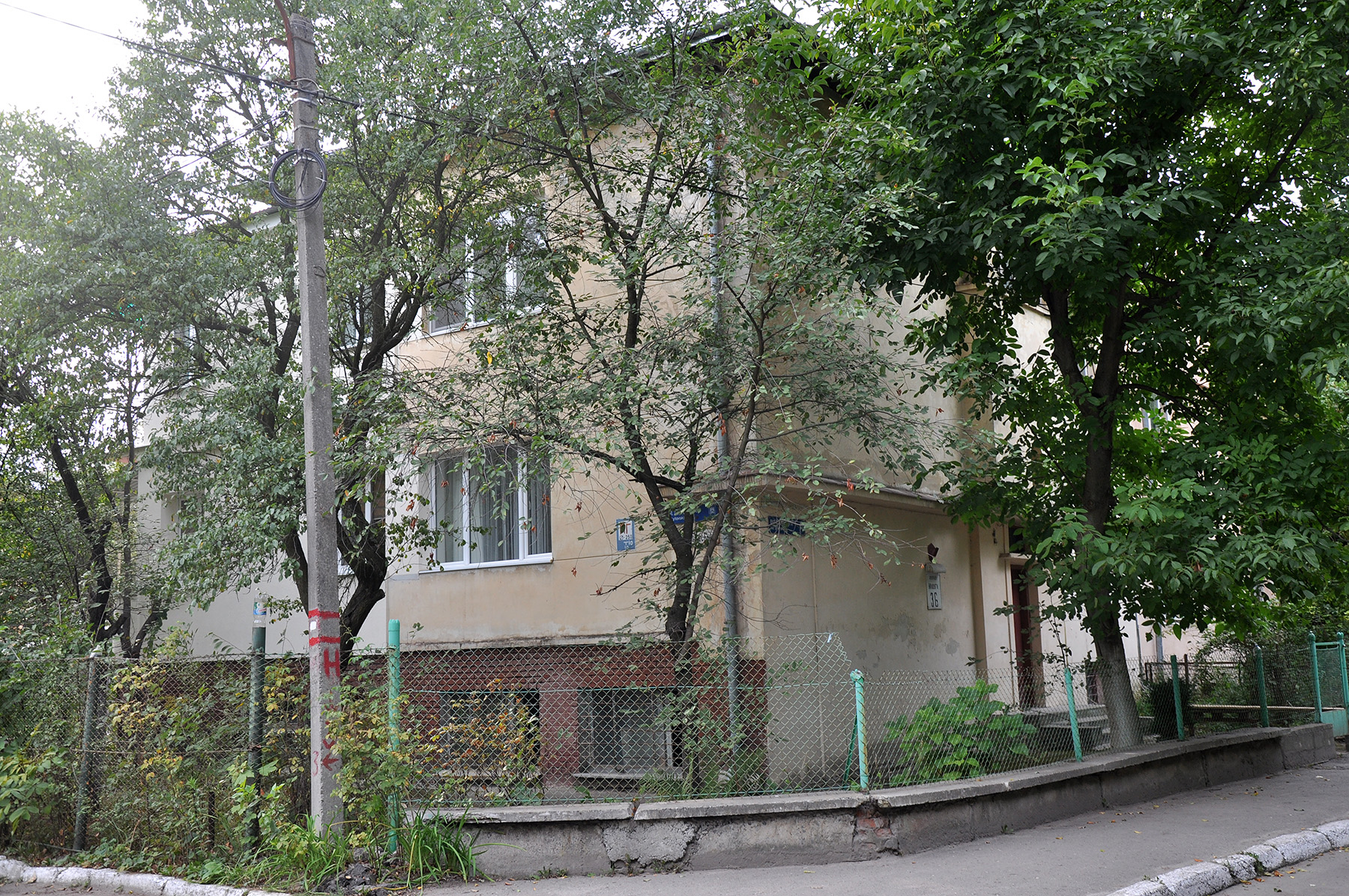
Будинок № 36
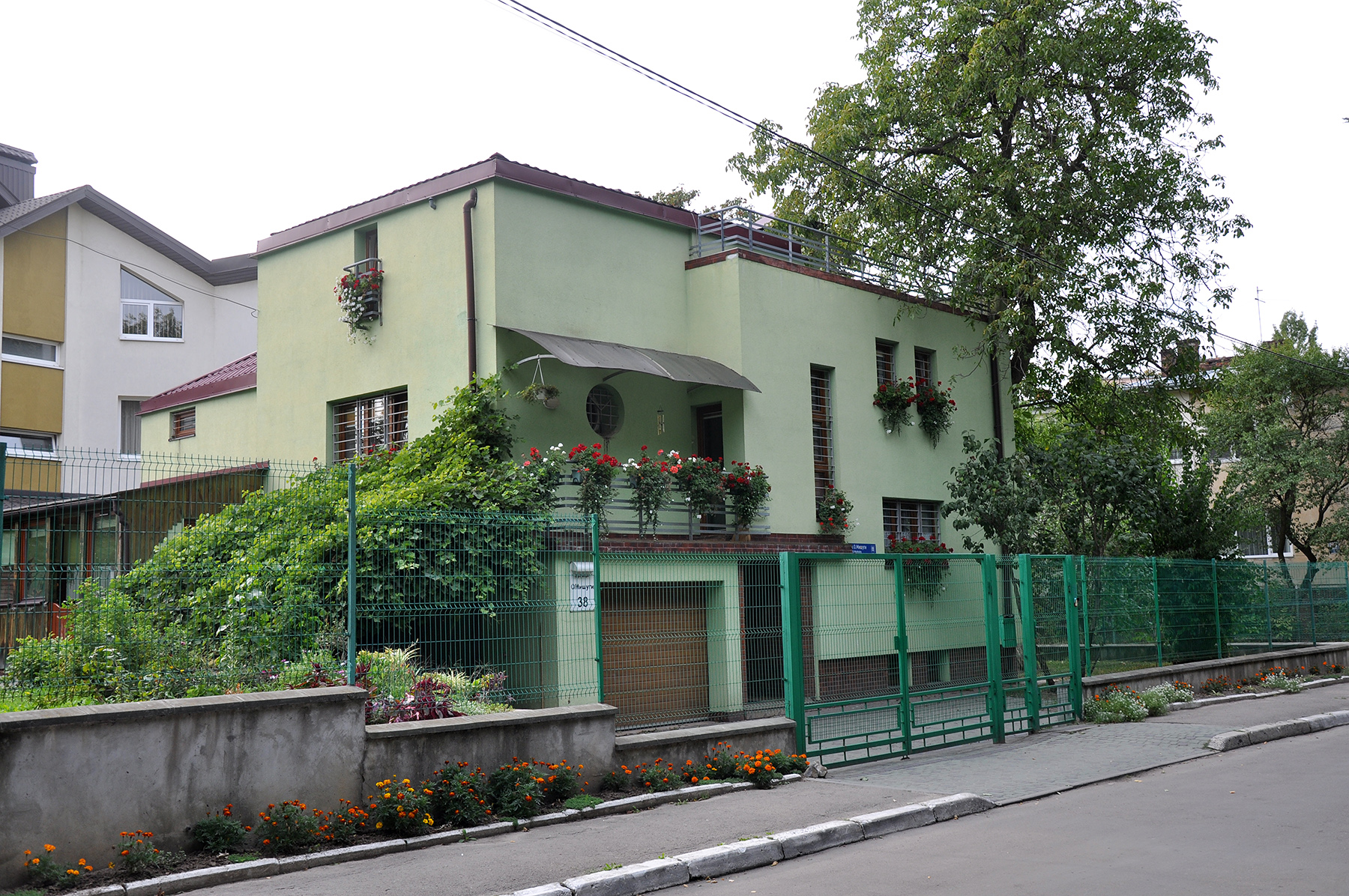
Будинок № 38
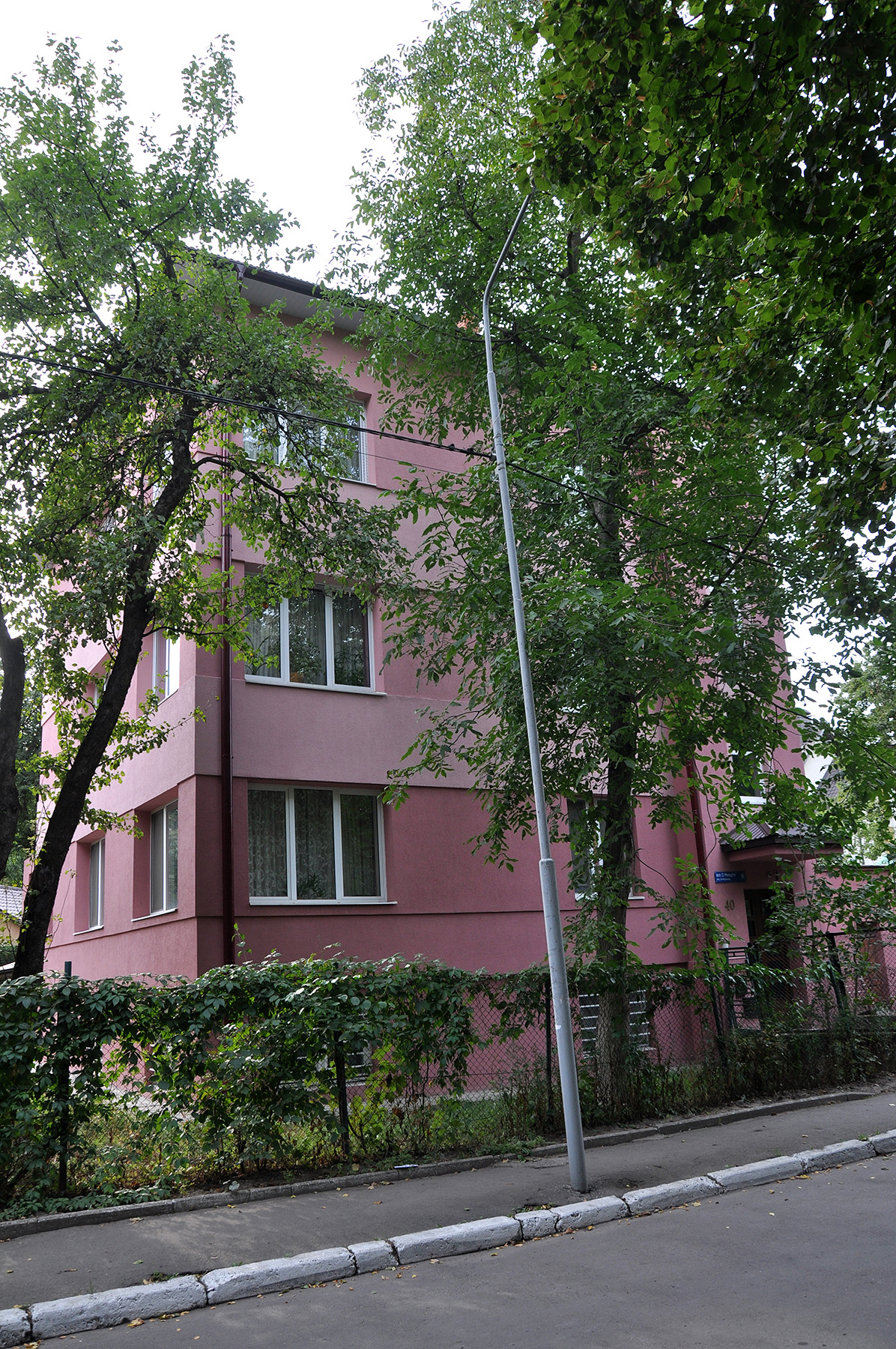
Будинок № 40
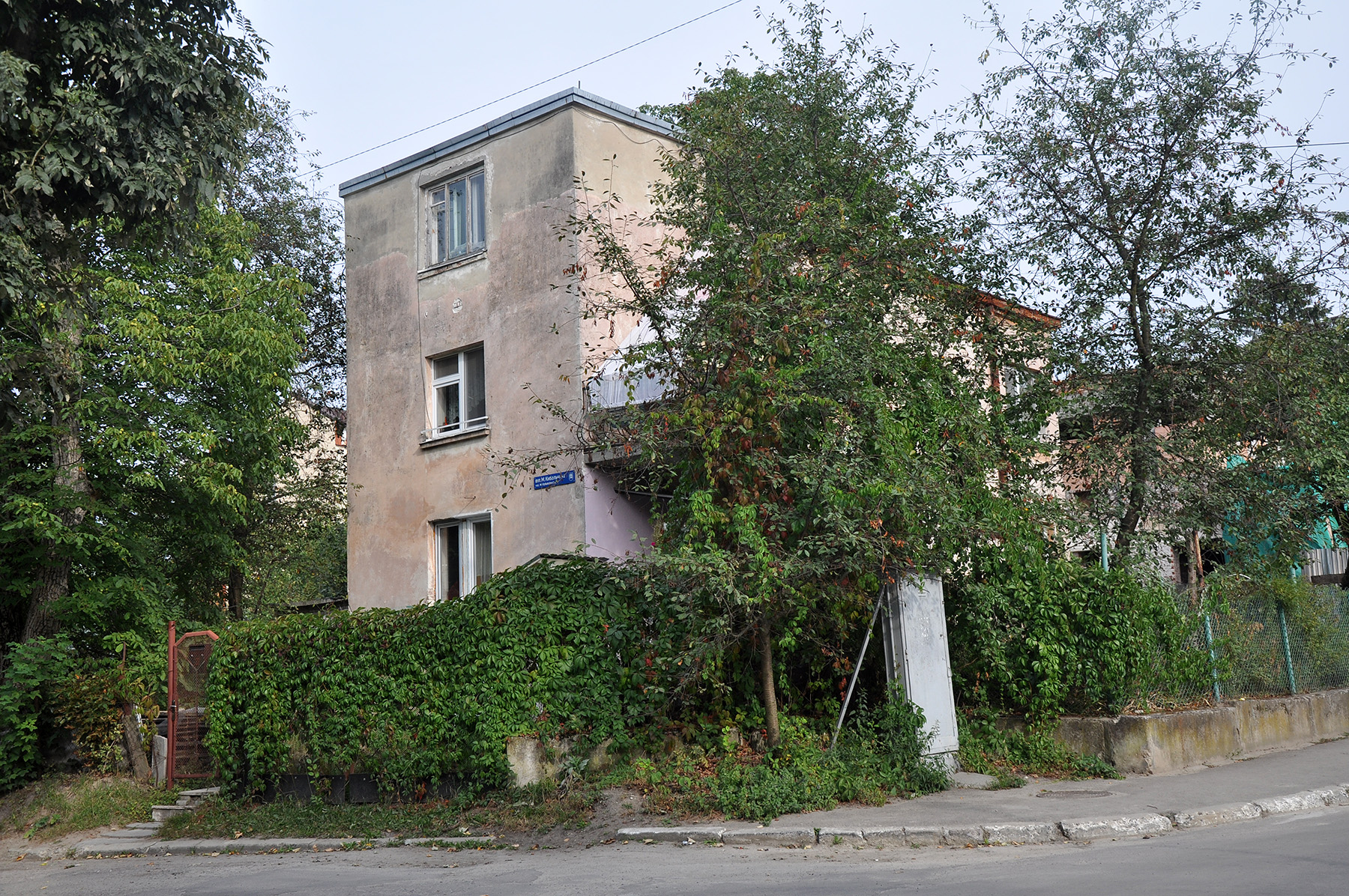
Будинок № 43
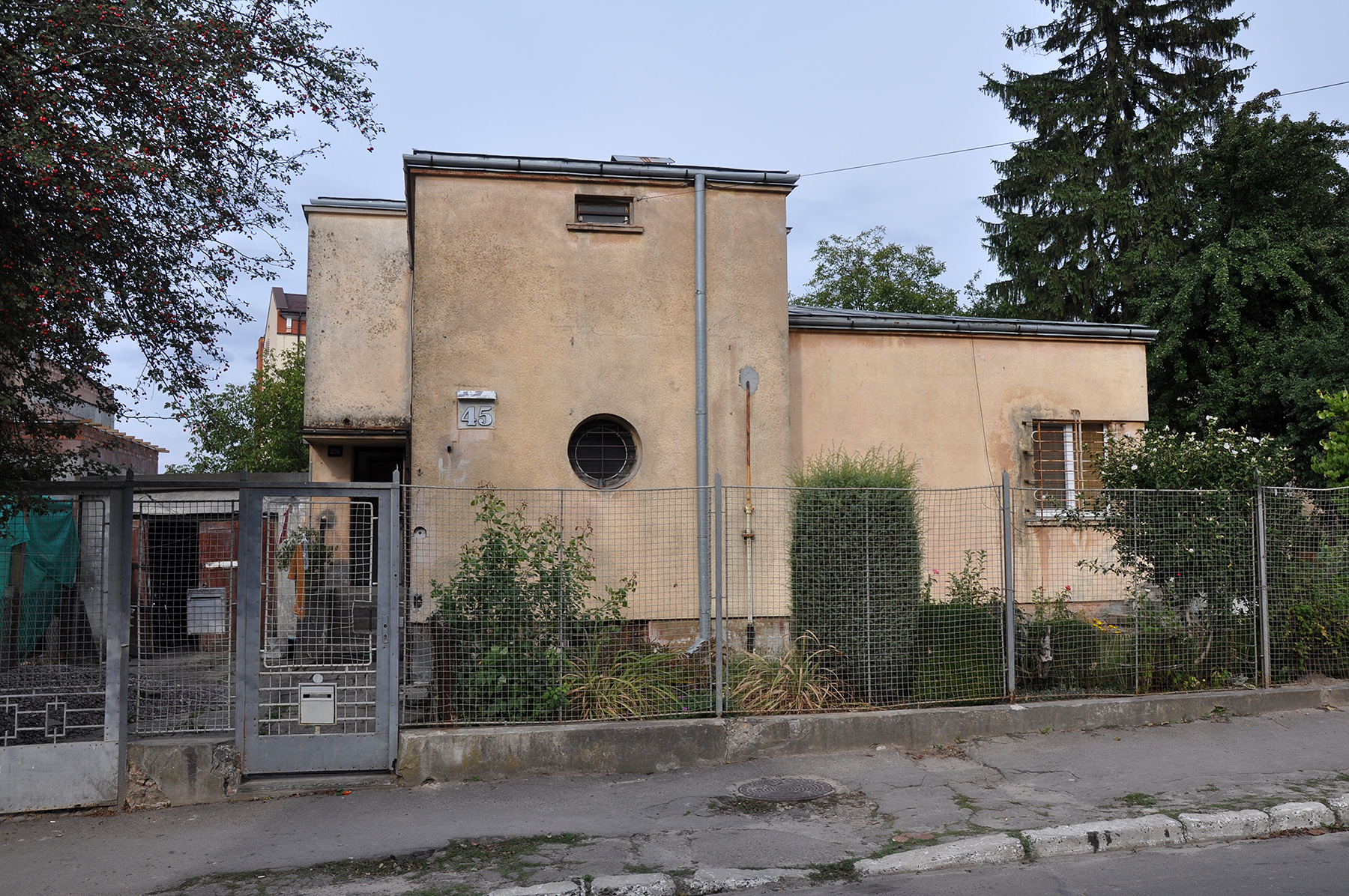
Будинок № 45
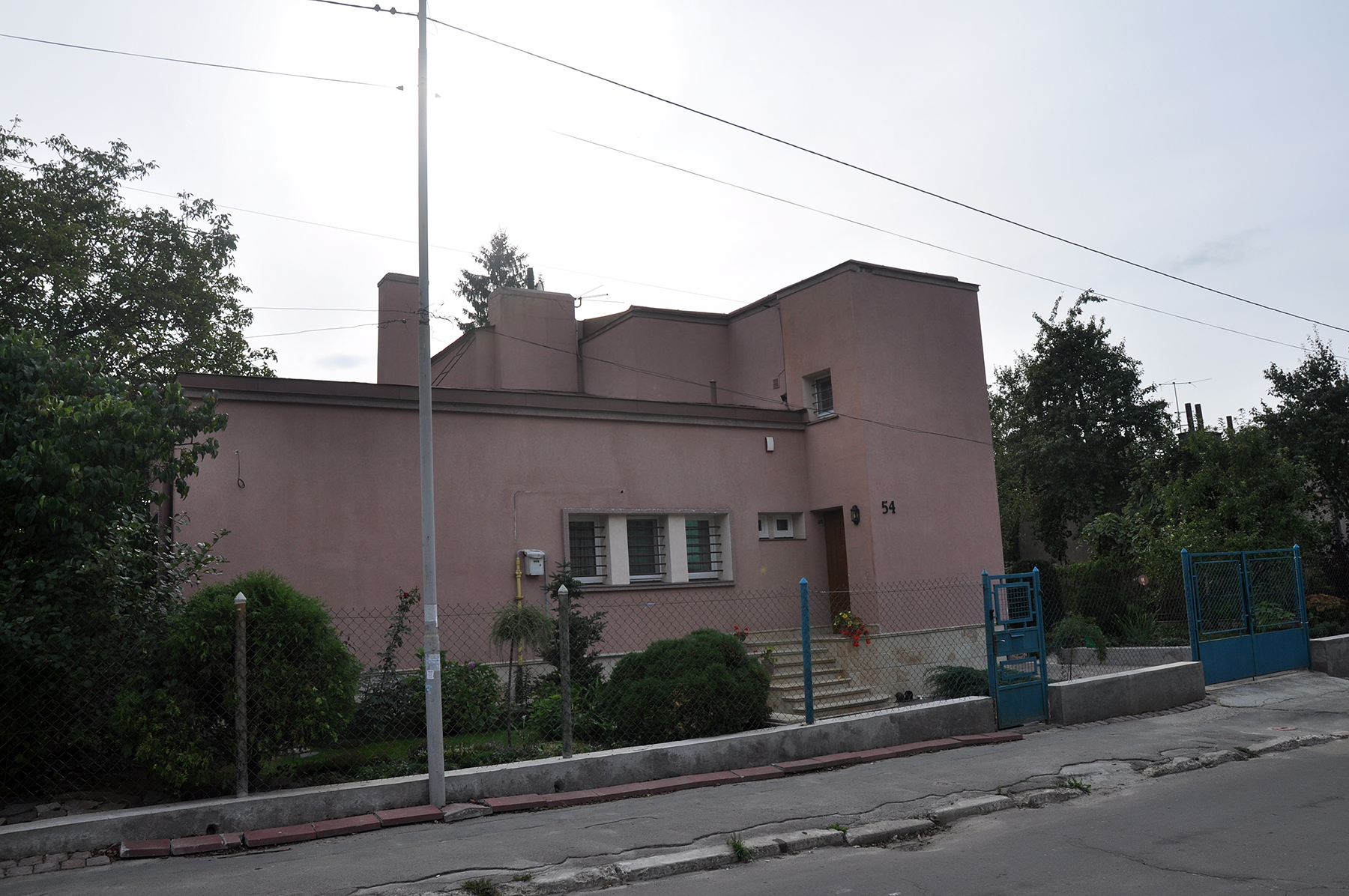
Будинок № 54
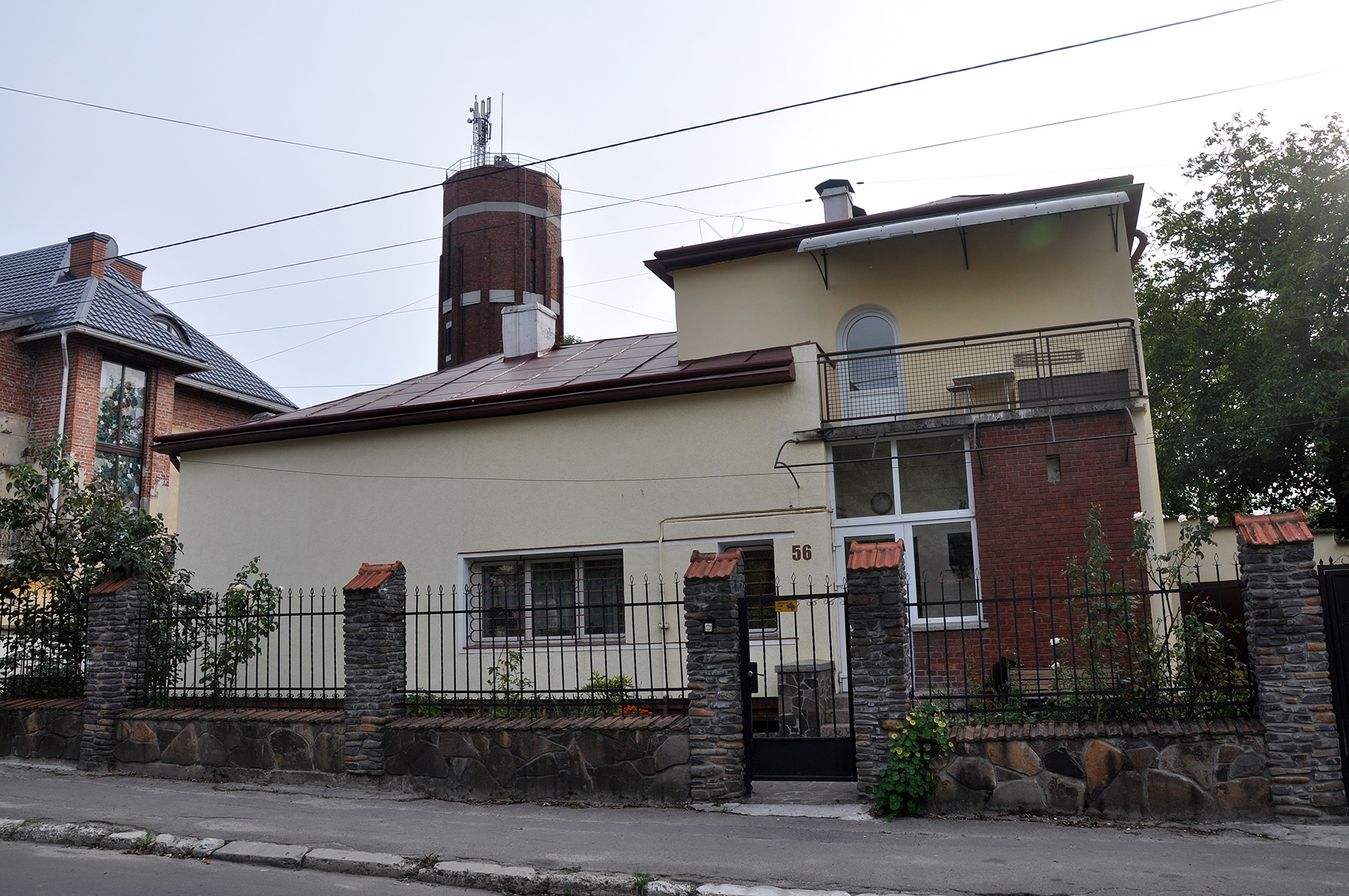
Будинок № 56
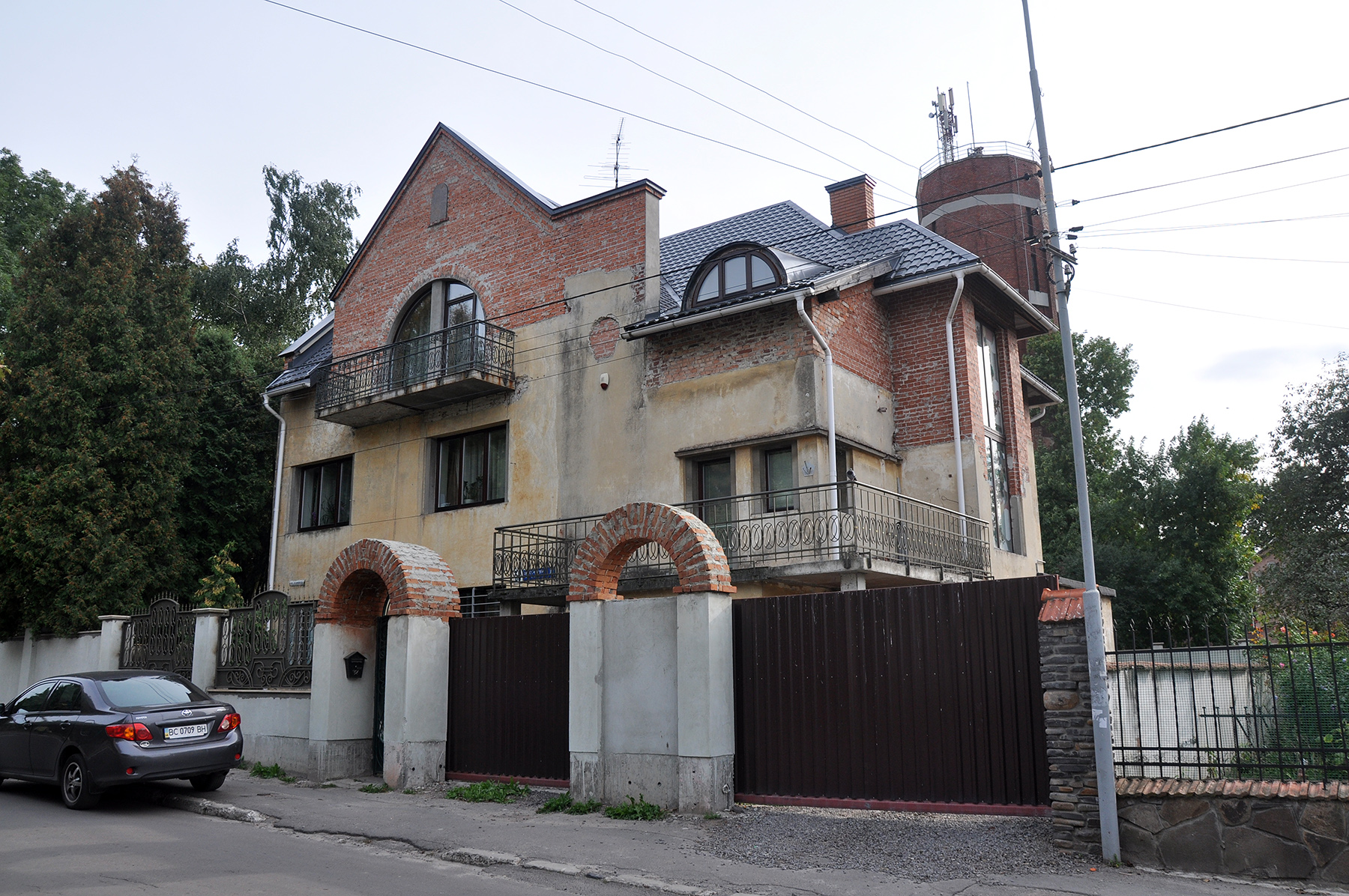
Будинок № 58

## Пам'ятники
У 1982 році при вході до парку «Залізна Вода» з боку сучасної вулиці Мишуги було встановлено пам'ятник учасникові Громадянської війни в Іспанії, бійцеві української роти інтербригад імені Тараса Шевченка, комуністу-інтернаціоналісту Юрієві Великановичу, роботи скульптора Теодозії Бриж та архітектора Лідії Лєсової.
У 2010 році пам'ятник було пошкоджено невідомими особами — відпиляно голову бронзового пам'ятника, але невдовзі його було відреставровано. У ніч на 2 грудня 2017 року націоналістичною організацією С14 у Львові було повалено пам'ятник Великановичу, а на постаменті написано червоною фарбою: «Комуняку геть».